# Cathorops tuyra
Cathorops tuyra е вид лъчеперка от семейство Ariidae.

## Разпространение и местообитание
Видът е разпространен в Еквадор, Колумбия, Коста Рика, Никарагуа, Панама, Перу и Чили.
Среща се на дълбочина от 0,8 до 18 m.

## Описание
На дължина достигат до 29 cm.